# Nublado denso central

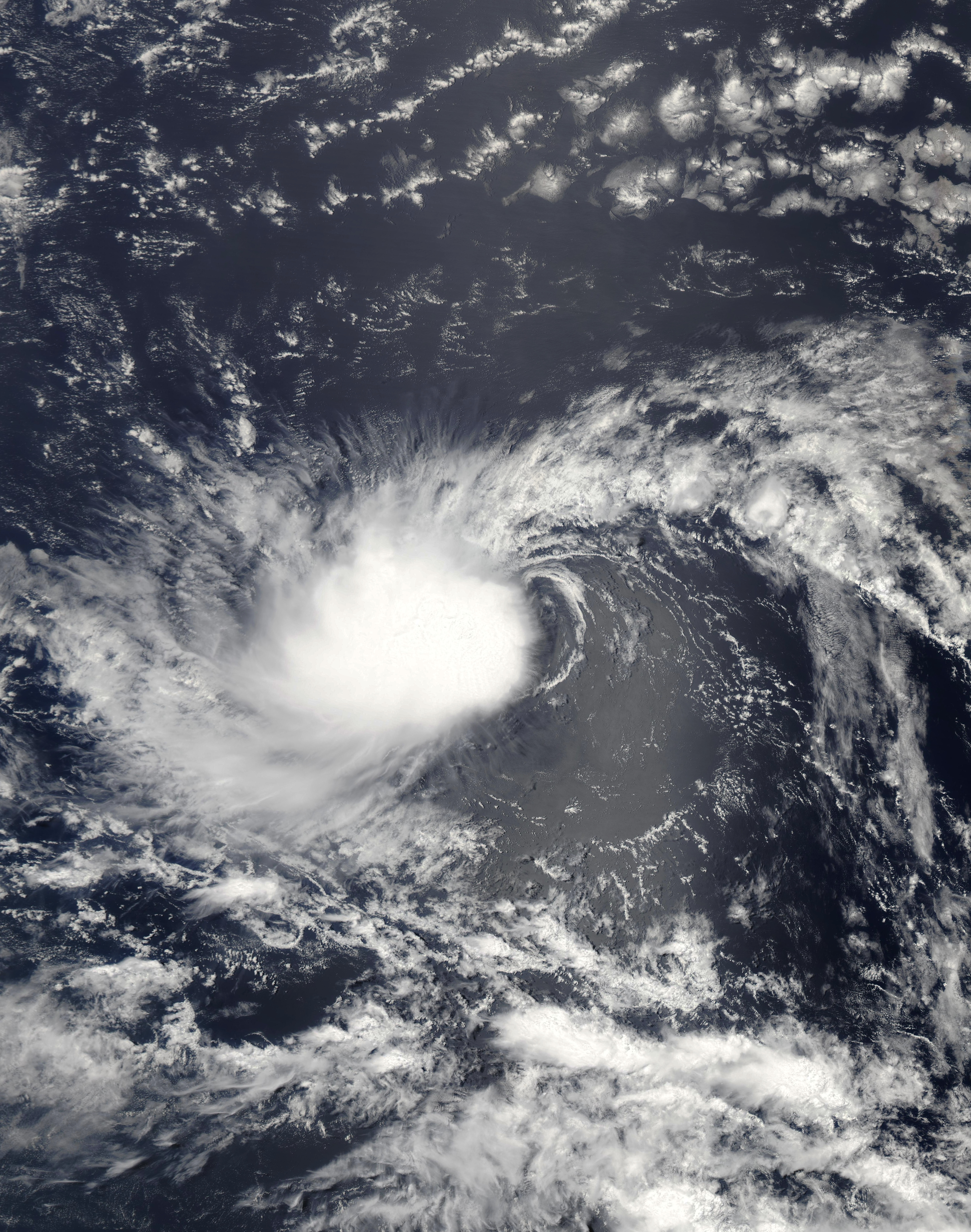
Tormenta tropical Ana (2009) con su pequeño CDO

El nublado denso central, o CDO, de un ciclón tropical o de un ciclón subtropical fuerte es la gran zona central de tormentas eléctricas que rodea su centro de circulación, causada por la formación de su pared ocular. Puede tener forma redonda, angular, ovalada o irregular. Esta característica aparece en los ciclones tropicales con fuerza de tormenta tropical o de huracán. La distancia a la que se encuentra el centro dentro del CDO y la diferencia de temperatura entre las cimas de las nubes dentro del CDO y el ojo del ciclón pueden ayudar a determinar la intensidad de un ciclón tropical con la técnica Dvorak. La localización del centro dentro del CDO puede ser un problema con las tormentas tropicales fuertes y los huracanes mínimos, ya que su localización puede quedar oscurecida por el dosel de nubes altas del CDO. Este problema de localización del centro puede resolverse mediante el uso de imágenes de satélite de microondas.
Cuando un ciclón se fortalece hasta alcanzar la intensidad de huracán, aparece un ojo en el centro del CDO, que define su centro de baja presión y su campo de vientos ciclónicos. Los ciclones tropicales con intensidad cambiante tienen más rayos dentro de su CDO que las tormentas en estado estacionario. El seguimiento de las características de las nubes dentro del CDO mediante imágenes de satélite actualizadas con frecuencia también puede utilizarse para determinar la intensidad de un ciclón. Los vientos máximos sostenidos más elevados de un ciclón tropical, así como sus precipitaciones más intensas, suelen localizarse bajo las cimas de las nubes más frías del CDO.

## Características

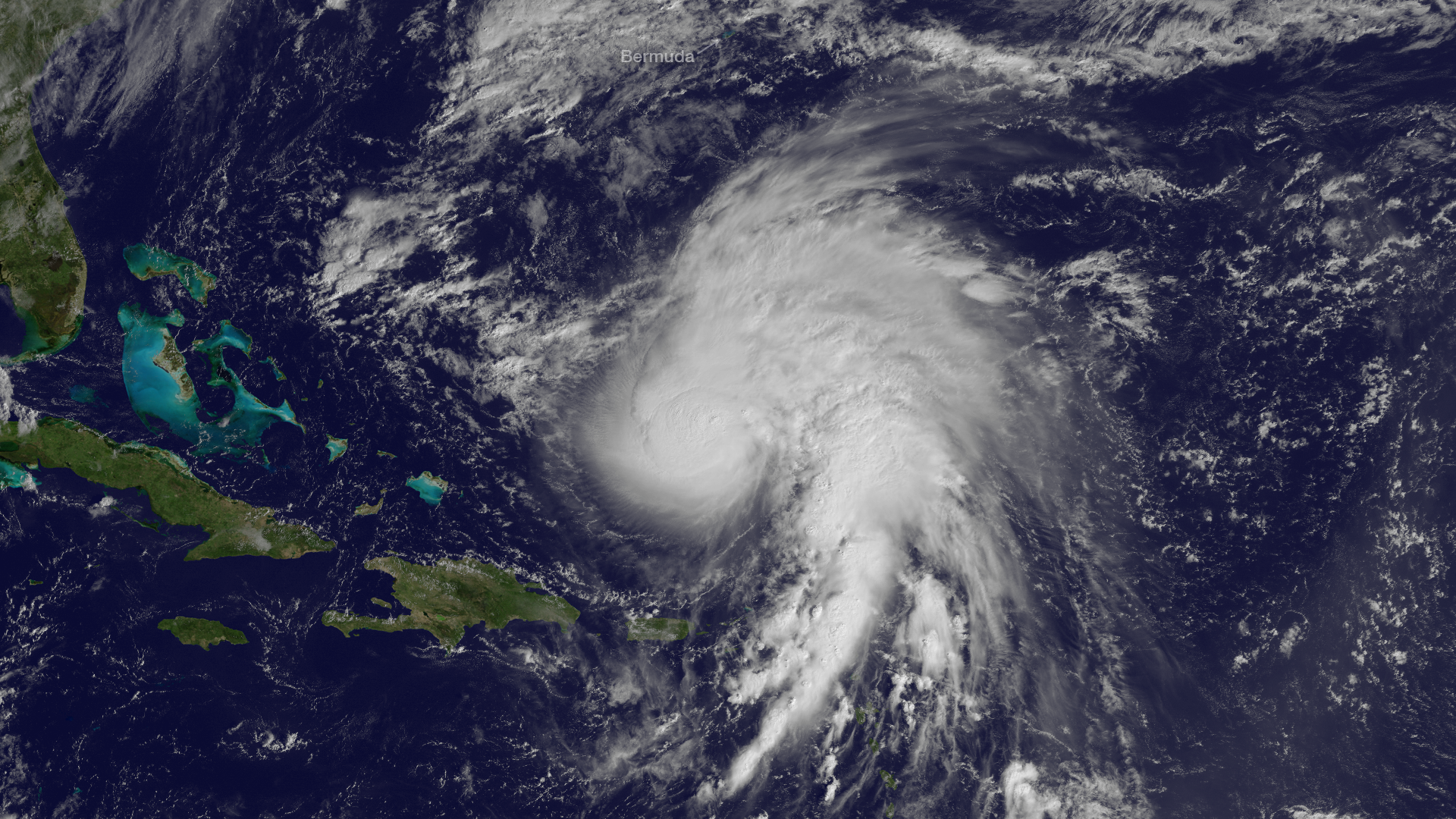
La tormenta tropical Rafael muestra un ejemplo de CDO.

Se trata de una gran región de tormentas eléctricas que rodea el centro de los ciclones tropicales y subtropicales más intensos y que aparece brillantemente (con cimas de nubes frías) en las imágenes de satélite. El CDO se forma debido al desarrollo de una pared ocular dentro de un ciclón tropical. Su forma puede ser redonda, ovalada, angular o irregular. Su desarrollo puede ir precedido de una banda convectiva estrecha y densa en forma de C. Al principio de su desarrollo suele tener forma angular u ovalada, que se redondea y aumenta de tamaño y aparece más lisa a medida que el ciclón tropical se intensifica. Las formas de CDO más redondeadas se producen en entornos con bajos niveles de cizalladura vertical del viento.
Los vientos más fuertes dentro de los ciclones tropicales tienden a localizarse bajo la convección más profunda dentro del CDO, que se ve en las imágenes de satélite como las cimas de las nubes más frías. El radio del viento máximo está usualmente ubicado con las cimas de las nubes más frías dentro del CDO, que es también el área donde la precipitación de un ciclón tropical alcanza su máxima intensidad. Para ciclones tropicales maduros en estado estable, el CDO casi no contiene actividad de rayos, aunque los rayos son más comunes en ciclones tropicales más débiles y en sistemas de intensidad fluctuante.

## Ojo

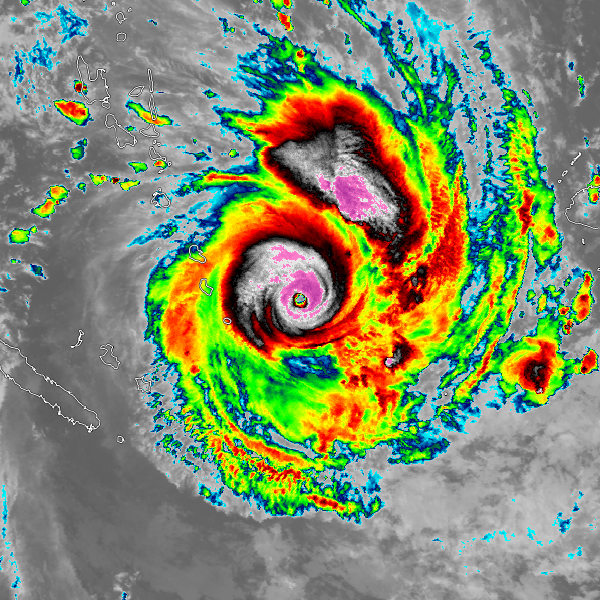
Ciclón Winston en el hemisferio sur con un gran CDO rodeando su ojo

El ojo es una región de tiempo mayoritariamente tranquilo en el centro del CDO de los ciclones tropicales fuertes. El ojo de una tormenta es un área aproximadamente circular, normalmente de 30-65 kilómetros de diámetro. Está rodeado por la pared ocular, un anillo de imponentes tormentas eléctricas que rodean su centro de circulación. La presión barométrica más baja del ciclón se produce en el ojo, y puede ser hasta un 15% más baja que la presión atmosférica fuera de la tormenta. En los ciclones tropicales más débiles, el ojo está menos definido o no existe, y puede estar cubierto por la nubosidad causada por la salida de cirros de la densa nubosidad central.

## Utilización como indicador de la fuerza de los ciclones tropicales
Dentro de la estimación de la intensidad de los ciclones tropicales realizada por el satélite Dvorak, existen varios patrones visuales que puede adoptar un ciclón y que definen los límites superior e inferior de su intensidad. El patrón de nubosidad densa central (CDO) es uno de esos patrones. El nublado denso central utiliza el tamaño del CDO. Las intensidades del patrón CDO comienzan en T2.5, equivalente a la intensidad mínima de tormenta tropical, 40 mph (64 km/h). También se tiene en cuenta la forma del nublado denso central. Cuanto más alejado esté el centro dentro del CDO, más fuerte se considera. Las características de las bandas se pueden utilizar para determinar objetivamente el centro del ciclón tropical, utilizando una espiral logarítmica de diez grados. Utilizando los canales 85-92 GHz de las imágenes de satélite de microondas de órbita polar se puede localizar definitivamente el centro dentro del CDO.

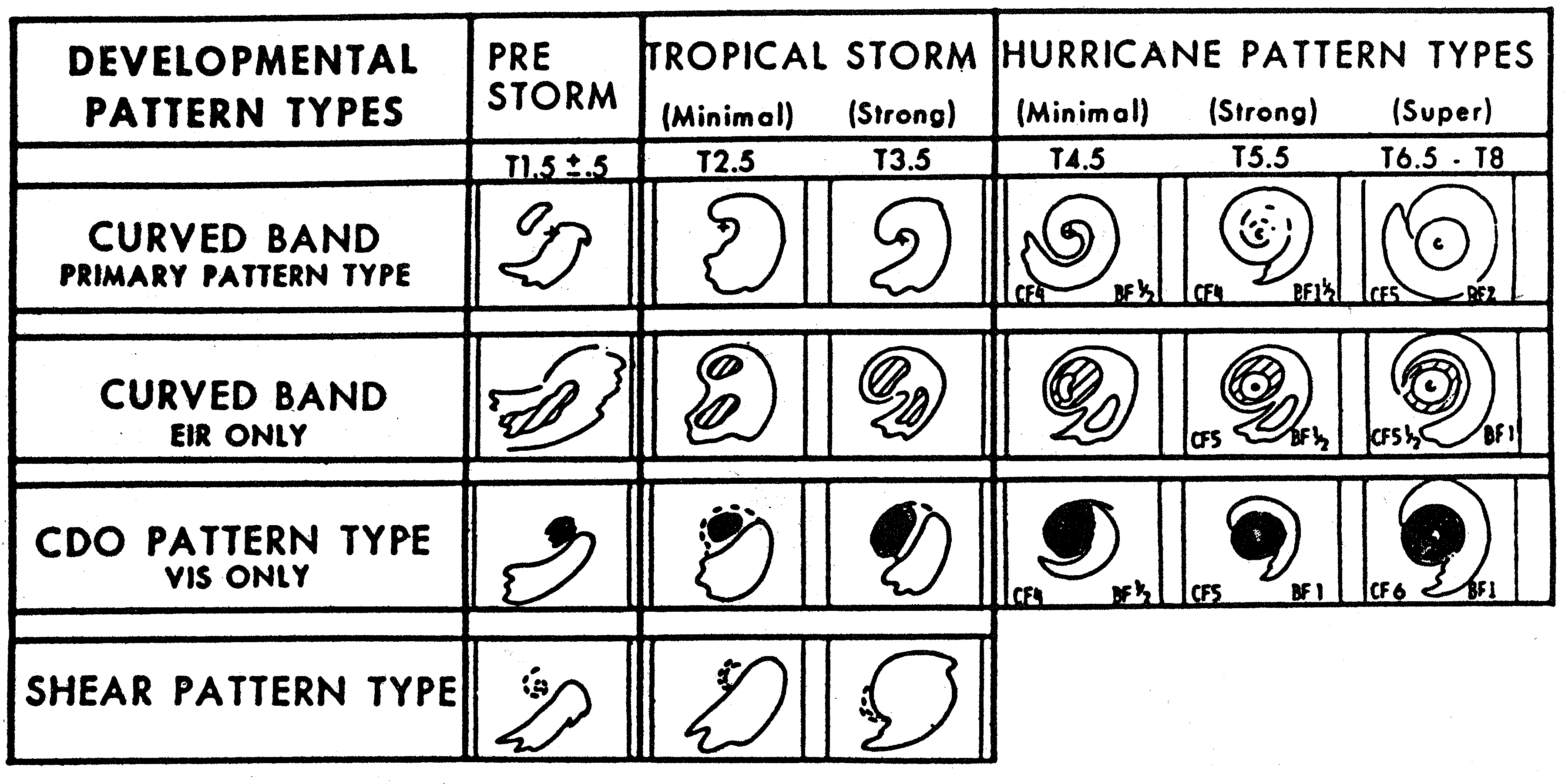
Patrones de desarrollo comunes observados durante el desarrollo de ciclones tropicales, y sus intensidades asignadas por Dvorak.

Los ciclones tropicales con vientos máximos sostenidos de entre 105 km/h (65 mph) y 160 km/h (100 mph) pueden tener su centro de circulación oscurecido por la nubosidad en las imágenes de satélite visibles e infrarrojas, lo que dificulta el diagnóstico de su intensidad. Los vientos dentro de los ciclones tropicales también pueden estimarse rastreando características dentro del CDO utilizando imágenes de satélite geoestacionario de barrido rápido, cuyas imágenes se toman con minutos de diferencia en lugar de cada media hora.